# 152e brigade de chasseurs
La 152e brigade de chasseurs (en ukrainien : 152-га окрема єгерська бригада (152-ha okrema jehers'ka bryhada), unité militaire A4948, est une unité d'infanterie légère des forces terrestres ukrainiennes, subordonnée au commandement opérationnel « Nord » et basée à Pyryatyn.

## Histoire
Formée le 13 septembre 2023 en tant que brigade mécanisée, la création de la brigade est officiellement annoncée le 30 décembre, composée de soldats recrutés dans l'année et d'officiers d'autres unités plus expérimentées. La formation du nouveau personnel commence déjà en novembre. En août 2024, l'unité, probablement en raison du manque de disponibilité de véhicules blindés suffisants, est réorganisée en brigade de chasse,.
Début septembre 2024, la brigade est engagée pour la première fois au combat, se déployant dans le secteur devant Pokrovsk pour contribuer à la défense face à l'offensive russe en direction de la ville aux côtés de la 71e brigade de chasseurs et du 425e bataillon d'assaut « Skala »,,,.

## Structure

### Effectif
L'effectif de la brigade est d'environ 2000 soldats.

### Ordre de bataille
.
Au 23 juillet 2025, l'ordre de bataille connu de la brigade est le suivant :
- État-major de la brigade ;
  - 
    -  Compagnie de protection du QG ;
    -  unité de recrutement[10] ;

  -  1er bataillon de chasseurs ;
  -  2e bataillon de chasseurs ;
  -  3e bataillon de chasseurs ;
  -  1re bataillon blindé ;
  -  Groupe d'artillerie de la brigade[11] :
    - 
      -  État-major (штаб) du groupe d'artillerie ;
      -  batterie de contrôle et d'acquisition de cibles ;

    -  1er bataillon d'artillerie automotrice ;
    -  2e bataillon d'artillerie ;
    -  Bataillon de lance-roquettes multiples ;
    -  Bataillon antichars ;

  -  Compagnie de reconnaissance ;
  -  Bataillon de systèmes aériens d'attaque sans pilote « Ewoks ».
  -  Bataillon de défense antiaérienne ;
  -  bataillon logistique ;
  -  Bataillon de réparation et de récupération[12] ;
  -  Bataillon du du génie ;
  -  Compagnie de transmissions ;
  -  Compagnie de radars (désignation d'objectifs) ;
  -  compagnie médicale (soins et évacuation) ;
  -  compagnie de défense NRBC.

## Traditions
.

### Insignes
En octobre 2023, l'insigne de la brigade est finalement rendu public, ainsi que d'autres informations telles que sa devise. L'insigne de manche combine des éléments des symboles des forces terrestres des Forces armées de l'Ukraine et des symboles historiques de la première formation armée ukrainienne de 1914 : la Légion des fusiliers ukrainiens du Sich (USS) (uk).
Description de l'insigne :

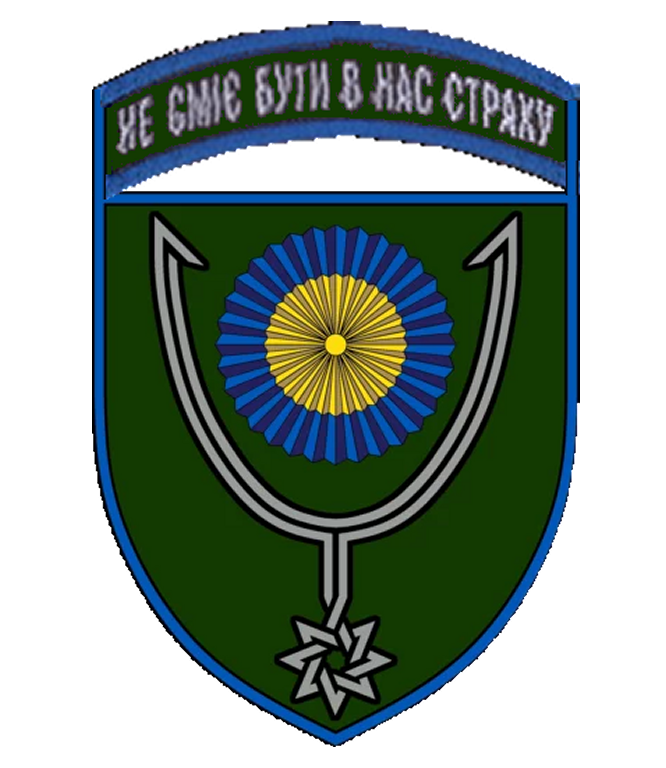
Insigne d'arme de la brigade en 2023.

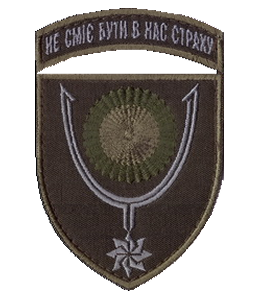
insigne d'épaule de combat.

- insigne d'arme : De sinople à la bordure d’azur, chargé en cœur d’une cocarde d’azur et d’or, entourée d’un éperon d’argent.
- insigne d'épaule de combat : même chose mais utilisation de couleurs désaturées pour des raisons de camouflage.

Symbolique des figures utilisées :

- Sinople : la couleur verte représente celle de la steppe[15]. Elle est également la couleur du Commandement opérationnel nord, dont dépend la brigade.
- Cocarde d’azur et d’or (la « chichka (uk) », en ukrainien : чічка, littéralement « fleur ») : le bleu et le jaune sont les couleurs emblématiques de l'Ukraine. La *chichka* est portée sur le côté des casquettes des soldats et officiers de la Légion des fusiliers ukrainiens du Sich (USS).
- Éperon d’argent : l’éperon de fer est l’emblème de l’Ordre de l’Éperon de fer, créé en novembre 1916 au sein de la Instruction militaire de l'USS (uk), stationnée à Rozvadiv (uk) dans la région de Lviv.

|                                                         |
| « chichka (uk) » des Fusiliers ukrainiens du Sich (uk). |

|                                      |
| Insigne de Ordre de l’Éperon de fer. |